# Jamie McGrath (Fußballspieler)
Jamie McGrath (* 30. September 1996 in Dublin) ist ein irischer Fußballspieler, der bei Hibernian Edinburgh unter Vertrag steht.

## Karriere

### Verein
Jamie McGrath spielte bis zum Jahr 2015 in der Jugend von St Patrick’s Athletic aus Inchicore einem Stadtteil der irischen Hauptstadt Dublin. Für den Verein debütierte er am 17. Oktober 2014 erstmals in der ersten Mannschaft in der League of Ireland. Dabei stand er in der Partie gegen Athlone Town in der Startelf. Es blieb in der Saison 2014 der einzige Einsatz.
In der Mitte der Saison 2015, als sich einer der etatmäßigen Stürmer Christy Fagan eine Knieverletzung zugezogen hatte, wurde McGrath für längere Zeit in die Stammformation von Athletic eingesetzt. Als Stürmer erzielte er jeweils ein Tor gegen Drogheda United und die Sligo Rovers in zwei aufeinanderfolgenden Auswärtsspielen. McGrath absolvierte für Athletic im Juli 2015 seine allerersten Einsätze im Europapokal gegen Skonto Riga. Mit dem Verein gewann er 2015 das Finale im League of Ireland Cup gegen Galway United im Elfmeterschießen mit 4:3.
Obwohl er zu Beginn des Jahres 2016 mit Problemen am Schienbein zu kämpfen hatte, wurde er in der Saison regelmäßig im offensiven Mittelfeld eingesetzt. Sein einziger Auftritt in Europa für die Saison war gegen FK Dinamo Minsk aus Weißrussland. Den League of Ireland Cup konnte er mit dem Team gegen Limerick FC erfolgreich verteidigen. Nach einer guten Saison für McGrath wurde er von den Fans des Verein zum St. Patrick’s Athletic Young Player der Saison gewählt.
Im Januar 2017 wechselte McGrath innerhalb von Irland zum Dundalk FC. Mit seinem neuen Verein dominierte er in den folgenden drei Jahren im irischen Fußball. Dabei sprangen zwei Meistertitel 2018 und 2019 heraus. In den irischen Pokalwettbewerben kamen Erfolge im Irischen Pokal, League of Ireland Cup, President of Ireland’s Cup und Champions Cup hinzu.
Nach drei erfolgreichen Spielzeiten in Dundalk wechselte er im Januar 2020 zum schottischen Erstligisten FC St. Mirren.

### Nationalmannschaft
Jamie McGrath spielte zwischen 2014 und 2015 sechsmal für die irische U19-Nationalmannschaft. Sein Debüt gab er am 13. November 2014 gegen Malta, als er für Ryan Manning eingewechselt wurde. Im Februar 2015 erzielte er beim 6:0-Sieg über Aserbaidschan zwei Tore.
Im Jahr 2018 absolvierte McGrath drei Spiele in der U21-Nationalmannschaft. Er debütierte in dieser Altersklasse gegen Deutschland im September 2018.

## Erfolge
mit St Patrick’s Athletic
- League of Ireland Cup (2): 2015, 2016

mit dem Dundalk FC
- Irischer Meister (2): 2018, 2019
- Irischer Pokalsieger (1): 2018
- League of Ireland Cup (2): 2017, 2019
- President of Ireland’s Cup (1): 2019
- Champions Cup (1): 2019